# Through Black Spruce (film)

Through Black Spruce est un film dramatique canadien de 2018, réalisé par Don McKellar. Adaptation du roman Through Black Spruce de Joseph Boyden, le film met en vedette Brandon Oakes, Tantoo Cardinal, Graham Greene, Tanaya Beatty et Roseanne Supernault.  
Le film a été tourné principalement à Moosonee, en Ontario.

## Synopsis
Annie Bird, une femme de la communauté Cree de Moosonee, est la jumelle de Susanna, une mannequin. Celle-ci a été vue pour la dernière fois à Toronto avant de disparaître avec Gus, son petit ami violent. Annie habite chez sa mère Lizette, près de chez son oncle Will, ancien chasseur et pilote de brousse. À l'invitation d'une amie, Annie se rend à Toronto pour des vacances, mais elle y reste afin de rechercher sa sœur. Marius, un trafiquant de drogue de Moosonee, pense que le départ d'Annie signifie qu'un des membres de sa famille à besoin de se cacher. Marius accuse Will d'être un mouchard et engage des voyous pour le suivre. 
À Toronto, Annie contacte l'agence de mannequins de Susanna et récupère le dernier chèque de paie qui lui était dû. L'agence l'envoi vers Jesse, le dernier photographe à avoir entrepris un projet avec Susanna. Les deux se rencontrent alors que Jesse fait ses débuts dans une galerie locale. Après avoir décrit la dépression dans laquelle Susanna se trouvait, Jesse donne à Annie l'adresse où sa sœur vivait. Annie y rencontre Violet, sa colocataire. Celle-ci souhaite la bienvenue à Annie et lui décrit le choc lorsqu'elle a reçu l'avis de personne disparue concernant Susanna. En l'emmenant dans l'ancienne chambre de Susanna, Violet propose à Annie d'y rester aussi longtemps que nécessaire. 
Pendant ce temps, Marius intensifie ses menaces contre la famille de Will et tente une nuit de mettre le feu à son habitation avec une bombe incendiaire. Le chef de la police rejette les faits rapportés par Will en raison de son alcoolisme et de son incapacité à fournir un numéro de plaque d'immatriculation. Prenant les choses en main, Will tire une balle dans la tête de Marius alors que celui-ci conduit sa voiture. Will s'échappe en avion. En vol il se débarrasse du fusil puis se dirige vers une île isolée. Durant sa cavale il rencontre un groupe de campeurs Cree. Convaincu par les voyageurs qu'il ne peut pas se cacher pour toujours, Will retourne à Moosonee. Sa sœur Lizette lui dit que Marius a survécu mais qu'il a subi des lésions cérébrales. Le chef de la police vient parler avec Will et annonce que la tentative de meurtre est qualifiée d'"attaque de biker". Avant de partir, il dit à Will de mieux viser la prochaine fois. 
Pendant ce temps, à Toronto, Annie entame une relation avec Jesse et propose de prendre la place de Susanna lors d'une prochaine séance photo. Dans un club que Susanna fréquentait, Violet présente Annie à une connaissance nommée Danny. Jesse la prévient que Danny est un trafiquant de drogue mais Violet continue de le fréquenter. Alors qu'Annie regarde quelques-uns des clichés de Susanna elle constate que des traces de consommation de drogue ont été photographiées. Elle reproche violemment à Jesse sa malhonnêteté et se prépare à quitter Toronto. Tandis qu'elle le dit à Violet, Danny les interpelle et révèle qu'il a tué Gus dans le but de récupérer de la drogue volée. Tout en l'étranglant, il accuse Annie de conspirer avec sa sœur pour garder la drogue. 
Danny vient ensuite à Moosonee afin de continuer à chercher Susanna. Il jette de l'eau bouillante sur Lizette et bat Will avec un club de golf. Avant qu'il puisse lui donner le coup fatal, Annie arrive avec le fusil de Will. Elle tue Marius et Danny et aide à transporter son oncle à l'hôpital.

## Présentation
Through Black Spruce a été présenté pour la première fois au Festival international du film de Toronto 2018 . 
Le film a reçu deux Prix d'écran canadien nominations aux 7e Screen Awards canadiens en 2019, pour le meilleur acteur (Oakes) et la meilleure musique originale (Alaska B) . Alaska B a remporté le prix de la meilleure partition originale . 